# Tensilon
Le tensilon est un médicament cholinergique inhibiteur de l'enzyme acétylcholinestérase et donc à action indirecte et aux effets de courte durée à base de chlorure d’édrophonium. 
Classification thérapeutique : antagoniste neuromusculaire non dépolarisant. N° DIN  00855804
Autre marque déposée : Enlon, Reversol

## Test au tensilon
C’est un test pharmacologique utilisé notamment en neurologie, en gastro-entérologie ou en ophtalmologie.
Le test utilise l'effet inhibiteur de l'acétylcholinestérase du Tensilon, en administration par voie intraveineuse.
Un test de provocation est utilisé dans l'exploration de douleurs thoraciques liées à certaines pathologies motrices de l'œsophage. La reproduction de la douleur du malade lors de l'administration du médicament oriente vers une origine œsophagienne des douleurs.
Utilisé notamment pour le syndrome paranéoplasique de Lambert Eaton.
Utilisé en injection intra-veineuse comme test diagnostic pharmacologique dans la myasthénie (régression transitoire des signes cliniques après injection).

### Fonctionnement
Par exemple pour compléter le diagnostic de la myasthénie. On injecte par phase du Tensilon et, entre chaque injection, on observe le patient : s'il ne réagit pas par une amélioration musculaire, le test est négatif ; dans le cas contraire, on peut suspecter la myasthénie.
Le test au Tensilon peut être remplacé par un test à la pyridostigmine (Mestinon).

## sources
- http://www.medicalforum.ch
- http://www.ccpe-cfpc.com
- Hépato-gastro-entérologie proctologie De Jacques Frexinos, Louis Buscail

1. ↑  Masse molaire calculée d’après « Atomic weights of the elements 2007 », sur www.chem.qmul.ac.uk.